# Cyrtacanthacris celebensis
Cyrtacanthacris celebensis är en insektsart som först beskrevs av Pierre Adrien Prosper Finot 1907.  Cyrtacanthacris celebensis ingår i släktet Cyrtacanthacris och familjen gräshoppor. Inga underarter finns listade i Catalogue of Life.